# 戈羅多克

戈羅多克（羅馬化：Haradok，發音：[ɣaraˈdok]，羅馬化：Gorodok）是白俄羅斯維捷布斯克州戈羅多克區内的城市及该区的行政中心。該市距離州府維捷布斯克33公里，面積約3,000平方公里，2011年人口12,904。第二次世界大戰期間，納粹德國在1941年6月至1944年6月佔領該鎮。